# Port Vale F.C.
Port Vale F.C. er en engelsk fodboldklub fra Burslem, en forstad til Stoke-on-Trent, der spiller i League One. Ærkefjenden er naboklubben Stoke City. Klubben har aldrig været i den bedste engelske række, og det bedste resultat i FA Cuppen er en semifinaleplads i 1954. I 90'erne spillede klubben i en årrække i 1. division (nu The Championship).

Klubben er mest kendt for, at popsangeren Robbie Williams er inkarneret fan. Williams ejer 24,9% af aktierne i klubben.
| Fodbold | Spire Denne artikel om en fodboldklub er en spire som bør udbygges. Du er velkommen til at hjælpe Wikipedia ved at udvide den. |